# Моја година на Оксфорду
Моја година на Оксфорду (енгл. My Oxford Year) америчка је романтична комедија из 2025. Режију потписује Ијан Морис, по сценарију Алисон Бернет и Савион Ајнштајн. Темељи се на истоименом роману из 2020. који је написала Џулија Вилан. Глумачку поставу предводе Софија Карсон и Кори Милкрист. Филм је 1. августа 2025. приказао Netflix.

## Радња
Амбициозна америчка студенткиња одлази на Универзитет у Оксфорду у Уједињеном Краљевству како би остварила свој сан, али сусреће шармантног мештанина који им обома мења животе.

## Улоге
| Глумац          | Улога              |
| --------------- | ------------------ |
| Софија Карсон   | Ана де ла Вега     |
| Кори Милкрист   | Џејми Давенпорт    |
| Дугреј Скот     | Вилијам Давенпорт  |
| Кетрин Макормак | Антонија Давенпорт |
| Хари Тревалдин  | Чарли Батлер       |
| Хју Коулс       | Ридли              |
| Попи Гилберт    | Сесилија Ноулс     |
| Барни Харис     | Ијан               |